# Astelia psychrocharis
Astelia psychrocharis là một loài thực vật có hoa trong họ Asteliaceae. Loài này được F.Muell. mô tả khoa học đầu tiên năm 1855.